# Осорио де Москосо, Висенте Пио
Висенте Пио Осорио де Москосо-и-Понсе де Леон, 15-й герцог Сесса (исп. Vicente Pío Osorio de Moscoso y Ponce de León; 22 июля 1801, Мадрид — 22 февраля 1864, Мадрид) — испанский аристократ из дома Осорио де Леон. Он имел 109 дворянских титулов, в основном, в пэрстве Испании и 14 раз был грандом. Самый титулованный человек за всю историю Испании.

## Биография

### Семейное происхождение
Висенте Пио родился 22 июля 1801 года в Мадриде, в семье Висенте Исабель Осорио де Москосо-и-Альварес де Толедо (1777—1837). Его матерью была Мария дель Кармен Понсе де Леон-и-Карвахаль, 5-я герцогиня Монтемар (1780—1813). Из-за смерти нескольких главных пэров Испании того времени, не оставивших потомков, члены семьи Осорио, как ближайшие потомки, унаследовали многие из величайших титулов страны.
Семья Понсе де Леон владела замком и крупнейшими земельными угодьями в Менхибаре. В конце XV века донья Мария Понсе де Леон вышла замуж за дона Родриго Мексия, рыцаря двадцати четырёх лет из города Хаэн. Он основал майорат с обширными земельными угодьями. Фермы, которыми семья владела в Менхибаре, по большей части были приобретены на деньги Родриго. Он даже купил право на владение Менхибаром в 1573 году (покупка была аннулирована в следующем году после протеста местных жителей). 
Семья Понсе де Леон в XVI веке имела в Менхибаре большое социальное, религиозное и культурное значение. Дон Педро Понсе де Леон основал в приходской церкви замка братство «Истинный Крест» (исп. Santa Vera Cruz) в 1551 году. Семья жила в Менгибаре в течение некоторого времени и внесла большой вклад в перестройку церкви во второй половине XVI века. Фигуры в кессонах с внутренней стороны арки пресвитерия, возможно, представляют членов их семьи. Средневековый менталитет знати того времени, характеризующийся стремлением к накоплению, оставил обильные документальные следы о многочисленных судебных процессах семьи. 
В результате последовательных наследований и браков на протяжении веков, семья Понсе де Леон увеличивала имущество и титулы. Для того, чтобы упростить их перечисление, многие фамилии и титулы часто не упоминались — принимался во внимание дворянский титул, который считался более значимым. В разные периоды в Менхибаре они были известны как графы Гарсиес, графы де Альтамиры, герцоги де Монтемар, герцоги де Сесса. В дополнение ко всем этим и многим другим титулам семья носила титул Понсе де Леон. Семья делала пожертвования и имела культурную опеку над религиозными институтами в виде монастырей и приходов, что было распространено в Средние века и давало право на наследование материальных или духовных ценностей, а также родовое право на погребение членов семьи в главной часовне, а для слуг дома — в других местах. В последующие века семья утратила актуальность и значимость в общественной жизни Менгибара. Они оставались землевладельцами и существовали как рантье, передавшие управление большими владениями администраторам. Земли были разделены на участки, которые обрабатывали арендаторы, платившие арендную плату — её собирал и хранил управляющий.

### Ранние годы
С юных лет он входил в число пажей королевского двора. Потерял мать в возрасте 12 лет в 1813 году. В двадцать лет, в соборе Бордо обвенчался с Марией Луизой Карвахаль-и-Керальт (21 марта 1804 — 2 сентября 1843), дочерью Хосе Мигеля де Карвахала, 2-го герцога Сан-Карлос (1771—1828) и Марии Эулалии де Керальт и де Сильва (1787—1863). Его отец, умеренный либерал, служил в королевском дворе Испании в качестве старшего дворянина Фердинанда VII во время Либерального трехлетия, за что в 1823 году король снял его с этой должности. Несмотря на неоднократные просьбы сына, король так и не реабилитировал его. В 1837 году отец скончался, и Висенте Пио унаследовал многочисленные титулы и поместья по отцовской и материнской ветви. Аристократ из дома Осорио был самым титулованным дворянином за всю историю Испании. Наследственное дело Висенте Пио Осорио де Москосо в первый и единственный раз в Испании объединяло пятьдесят четыре наследственных владения со всеми активами, виллами, юрисдикционными территориями, ремёслами, покровительством и доходами.

### Поздние годы
В 1842 году вышел закон о конфискации майоратов, из-за которого аристократ потерял территории крупных поместий (Осорио, Москосо, Карденас, Фернандес де Кордова, Гусман и т. д.) и вынужден был продать и заложить большую часть усадьбы. Овдовев в 1843 году, он сразу же сблизился с королевой Изабеллой II, а его старший сын и наследник женился на члене королевской семьи в 1847 году — инфанте Луизе Терезе.
В 1843 году он стал сенатором от провинции Леон вместе с маркизом Сан-Исидро, а в 1845 году — пожизненным сенатором. С 1849 по 1850 год он был вице-президентом Сената Испании.
Изабелла II назначила его в 1854 году своим старшим кабальеро, а всего два года спустя — сомелье своего корпуса, который, как глава королевской палаты, пользовался огромным доверием со стороны королевы. Занимал пост при дворе до своей смерти, которая произошла в Мадриде в феврале 1864 года. После его смерти 22 февраля 1864 года была создана комиссия по завещанию во главе с Хосе Хенаро Вилланова в качестве душеприказчика, чтобы гарантировать распределение его существенного наследства и титулов.
Дон Висенте Пио Осорио де Москосо и Понсе де Леон был предпоследним представителем семьи Понсе де Леон, хозяином дворца и других владений в Менгибаре, входящих в состав наследственного поместья, основанного в XVI веке доньей Марией Понсе де Леон. Законы об отчуждении и освобождении унаследованных поместий и владений, плохое управление и беспутная жизнь привели к тому, что он потерял и заложил значительную часть состояния. Тем не менее, он вёл жизнь, очень близкую ко двору Изабеллы II и пользовался королевским доверием; королева назначила его старшим рыцарем и офицером королевского двора — должности, пользующиеся большим влиянием. Одну из дочерей — Хосе Марию Руис де Арана — он выдал за одного из возможных и известных любовников Изабеллы II. Его сын Хосе Мария Осорио де Москосо-и-Карвахаль женился на невестке и двоюродной сестре королевы. Владения Менгибара перешли к его сыну — дону Хосе Мария Осорио де Москосо-и-Карвахаль, последнему потомку семьи Понсе де Леон, владевшему дворцом и другим имуществом в Менгибаре. К многочисленным титулам, которые он унаследовал, он добавил орден Золотого руна. Женитьба на сестре короля-консорта Франсиско де Асиса и двоюродной сестре Исабель II обязывала его после революции 1868 года, изгнавшей Изабеллу II из Испании, продолжать помощь королеве и поддерживать высокий уровень жизни, что привело к разорению и значительной потере богатства, включая собственность в Менгибаре. Поскольку дон Хосе Мария Осорио был не в состоянии  оплатить закладные и долговые обязательства, его активы были выставлены на аукцион в судебном порядке. Владения Менгибара в 1880 году по выгодной цене приобрёл Хуан Рамон де ла Чика Саэта, уроженец Менгибара, обосновавшийся в Гранаде.

## Дети
- Хосе Мария Осорио де Москосо и Карвахаль, 16-й герцог де Сесса (12 апреля 1828 — 4 ноября 1881)
- Мария Кристина Осорио де Москосо и Карвахаль, 11-я герцогиня де Санлукар-ла-Майор (9 декабря 1829 — 25 июля 1896), муж — Гильермо Энрике O’Шеа Монтгомери
- Мария Эулалия Осорио де Москосо и Карвахаль, 10-я герцогиня де Медина-де-лас-Торрес (9 июня 1834 — 30 июня 1892), жена Фернандо Осорио де Москосо и Фернандеса де Кордовы (1815—1867)
- Мария Росалия Осорио де Москосо и Карвахаль, 14-я герцогиня де Баэна (19 марта 1840 — 19 ноября 1918), муж — Хосе Мария Руис де рана и Сааведра, герцог де Кастель-Сангро (1826—1891).

## Титулатура

### Герцогства
- 17-й герцог Македа (гранд Испании)
- 13-й герцог Баэна (гранд Испании)
- 15-й герцог Сесса (гранд Испании)
- 14-й герцог де Сома (гранд Испании)
- 11-й герцог Санлукар-ла-Майор (гранд Испании)
- 9-й герцог Медина-де-лас-Торрес (гранд Испании)
- 8-й герцог Атриско (гранд Испании)
- 6-й герцог де Монтемар (гранд Испании)
- 14-й герцог де Терранова (гранд Испании)
- 14-й герцог Сантанджело (гранд Испании)
- 14-й герцог Андрия (гранд Испании)

### Маркизаты
- 18-й маркиз Асторга (гранд Испании)
- 9-й маркиз Кастромонте (гранд Испании)
- 9-й маркиз де Леганес (гранд Испании)
- 12-й маркиз де Велада (гранд Испании)
- 12-й маркиз Альмасан
- 13-й маркиз де Поса
- 9-й маркиз де Майрена
- 8-й маркиз Мората-де-ла-Вега
- 9-й маркиз Монастерио
- 15-й маркиз де Аямонте
- 10-й маркиз Вилламанрике
- 10-й маркиз Вилья-де-Сан-Роман
- 17-й маркиз де Эльче
- 12-й маркиз Монтемайор
- 11-й маркиз Агила

### Графства
- 13-й граф де Альтамира (гранд Испании)
- 14-й граф Кабра (гранд Испании)
- 19-й граф де Паламос
- 15-й граф де Тривенто
- 15-й граф Авеллино
- 14-й граф де Оливето
- 17-й граф Монтеагудо де Мендоса
- 12-й граф де Лосада
- 10-й граф Арсакольяр
- 14-й граф Трастамара
- 17-й граф Санта-Мария-де-Ортигейра
- 12-й граф де Лодоса
- 11-й граф Сальтес
- 20-й граф Ниева
- 6-й граф де Гарсиес
- 5-й граф де Вальермосо
- Граф Сантильяна

### Виконтства
- 14-й виконт де Иснахар

### Баронии
- 24-й барон де Бельпуч
- 15-й барон Калонже
- 16-й барон де Линьола

### Другие титулы
Он имел четыре княжеских титула пэрства Королевства Обеих Сицилий, а именно: княжества Маратея, Веноза, Яффа и Арасена. Он также был начальником королевской гвардии Кастилии, старшим альфересом (высокопоставленным чиновником) королевского знамени, великим адмиралом Неаполя, великим канцлером Италии и Налогового совета, канцлером суда апелляционной инстанции в Индии и старшим аделантадо Королевства Гранада.